# Condado de Atoka
El condado de Atoka (en inglés: Atoka County), fundado en 1907, es un condado del estado estadounidense de Oklahoma. En el año 2000 tenía una población de 13.879 habitantes con una densidad de población de 2 personas por km². La sede del condado es Atoka.

## Geografía
Según la oficina del censo el condado tiene una superficie total de 2564 km² (990 mi²), de los que 2534 km² (978,4 mi²) son tierra y 30 km² (11,6 mi²) (1,18%) son agua.

## Condados adyacentes
- Condado de Pittsburg - norte
- Condado de Pushmataha - este
- Condado de Choctaw - sureste
- Condado de Bryan - sur
- Condado de Johnston - oeste
- Condado de Coal - noroeste

## Principales carreteras y autopistas
- U.S. Autopista 69
- U.S. Autopista 75
- Carretera Estatal 3
- Carretera Estatal 7
- Carretera Estatal 43

## Demografía
Según el censo del 2000 la renta per cápita media de los habitantes del condado era de 24.752 dólares y el ingreso medio de una familia era de 29.409 dólares. En el año 2000 los hombres tenían unos ingresos anuales 26.193 dólares frente a los 18.861 dólares que percibían las mujeres. El ingreso por habitante era de 12.919 dólares y alrededor de un 19,80% de la población estaba bajo el umbral de pobreza nacional.

## Ciudades y pueblos
Las principales son:
- Atoka
- Bentley
- Caney
- Chockie
- Daisy
- Farris
- Harmony
- Hopewell
- Lane
- Mt. Olive
- Redden
- Stringtown
- Tushka
- Wards Chapel
- Wardville